# Олёкминск (аэропорт)
«Олёкминск» — региональный аэропорт в пяти километрах к северо-востоку от города Олёкминска.  Открыт в 1942 году. Во время Великой Отечественной войны через аэродром «Олёкминск» по авиатрассе Алсиб было доставлено более восьми тысяч боевых самолётов, следующих из США на фронт. В настоящее время аэропорт обеспечивает регулярное авиасообщение с Якутском,  Иркутском и Красноярском.

## Принимаемые типыВС
Ан-12, Ан-24, Ан-26, Ан-38, Ан-72, Ан-140, Ил-114, Як-40, Л-410 и др. типы ВС 3-4 классов, вертолёты всех типов.

## Показатели деятельности
| год             | 2014 | 2015 | 2016 | 2017 |
| тыс. пассажиров | 24,0 | 27,9 | 30,6 | 33,7 |
| Источники:      |      |      |      |      |